# Diazepină
Termenul de diazepină face referire la un compus heterociclic heptaciclic, polinesaturat, ce conține doi atomi de azot, cu formula chimică C5H6N2
Izomerii sunt:

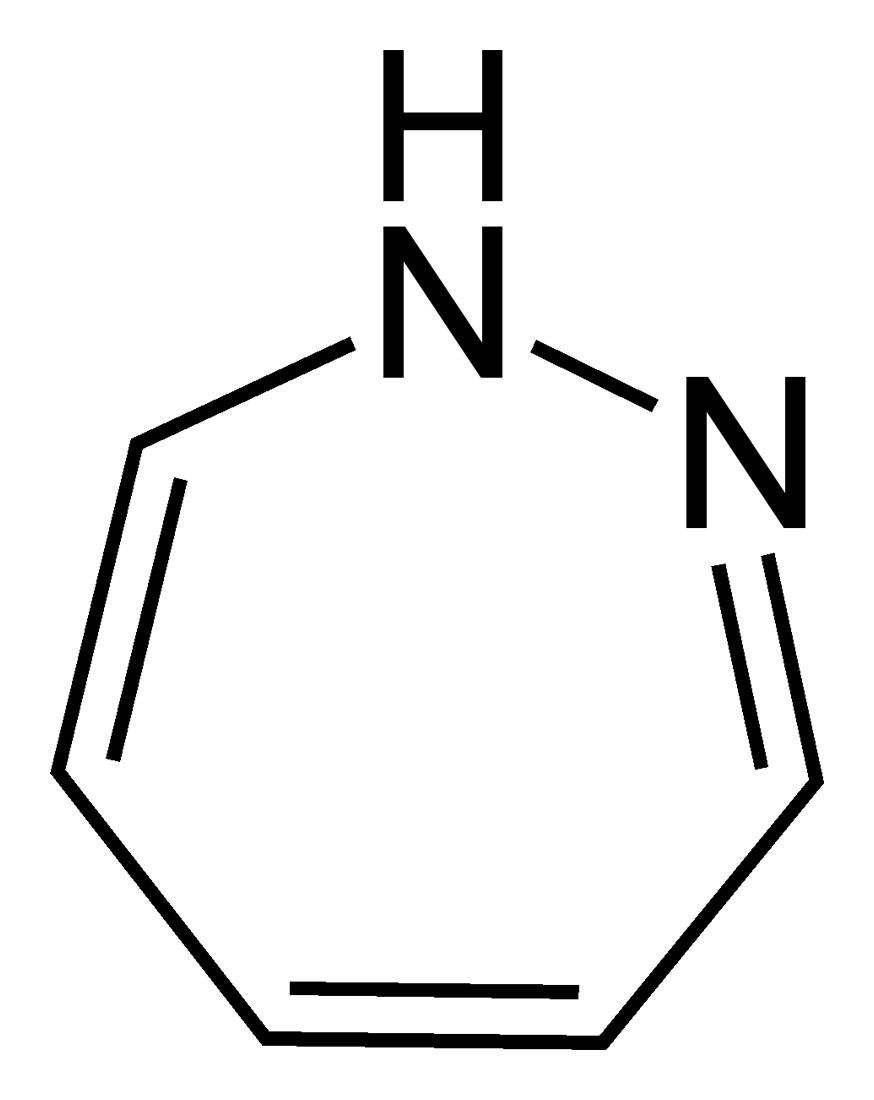
1,2-diazepină
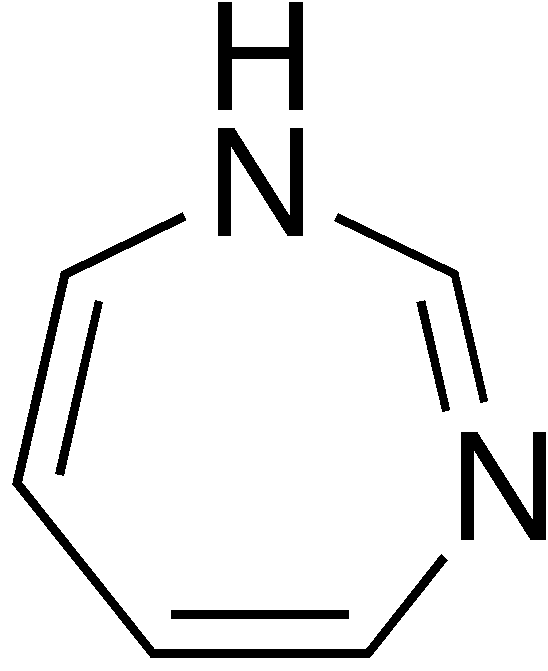
1,3-diazepină
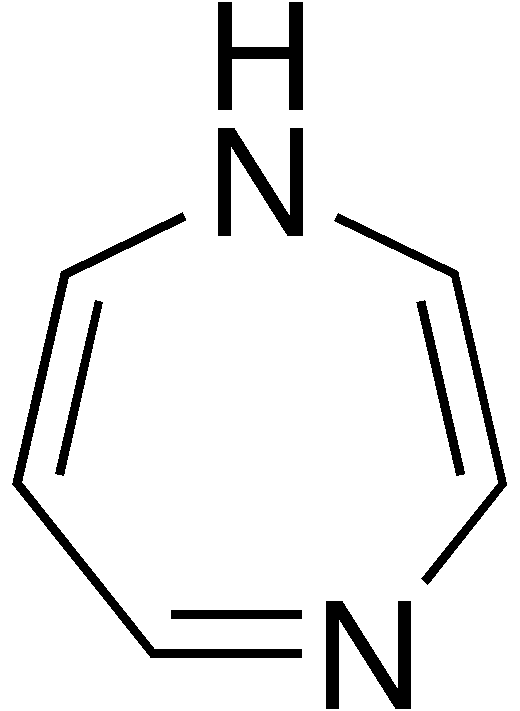
1,4-diazepină